# Mzuzu

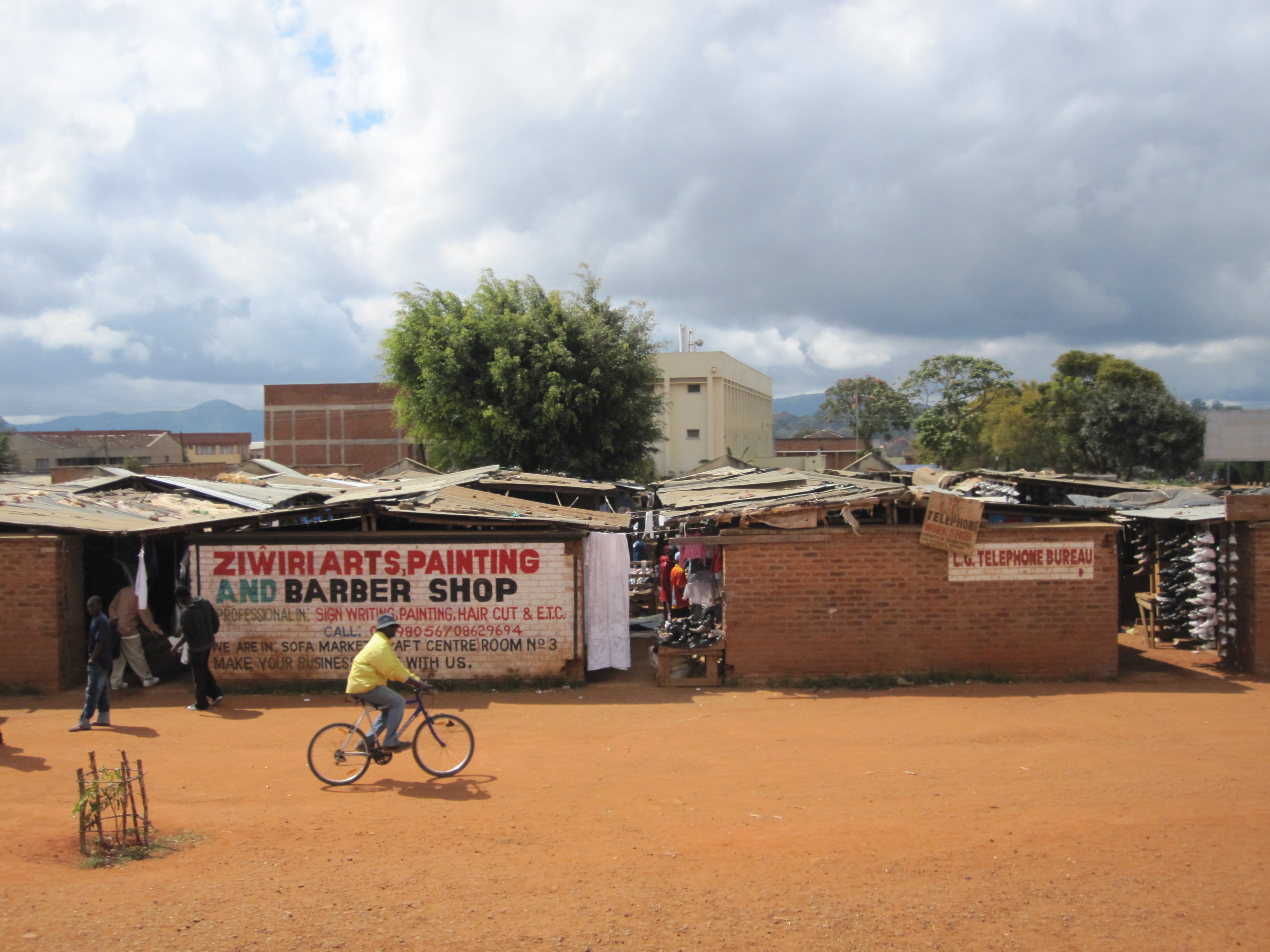
Mzuzu

Mzuzu – trzecie co do wielkości miasto w Malawi. Założone w 1947, prawa miejskie uzyskało w 1985. W 2018 liczyło 221,3 tys. mieszkańców. 
Ośrodek przemysłowy i rolniczy. Stolica Regionu Północnego. Siedziba Uniwersytetu w Mzuzu. Komunikację zapewnia port lotniczy Mzuzu
Miasto leży w pobliżu jeziora Niasa oraz Parku Narodowego Nyika.